# GPR15
GPR15, G-protein spregnuti receptor 15, je protein koji je kod čoveka kodiran GPR15 genom.

## Literatura
1. ↑  Heiber M, Marchese A, Nguyen T, Heng HH, George SR, O'Dowd BF (1997). „A novel human gene encoding a G-protein-coupled receptor (GPR15) is located on chromosome 3”. Genomics. 32 (3): 462—5. PMID 8838812. doi:10.1006/geno.1996.0143.
2. ↑  „Entrez Gene: GPR15 G protein-coupled receptor 15”.

## Dodatna literatura
- Cunningham AL; Li S; Juarez J;  . (2000). „The level of HIV infection of macrophages is determined by interaction of viral and host cell genotypes.”. J. Leukoc. Biol. 68 (3): 311—7. PMID 10985245.
- Deng HK, Unutmaz D, KewalRamani VN, Littman DR (1997). „Expression cloning of new receptors used by simian and human immunodeficiency viruses.”. Nature. 388 (6639): 296—300. PMID 9230441. doi:10.1038/40894.
- Farzan M; Choe H; Martin K;  . (1997). „Two orphan seven-transmembrane segment receptors which are expressed in CD4-positive cells support simian immunodeficiency virus infection.”. J. Exp. Med. 186 (3): 405—11. PMC 2198994 . PMID 9236192. doi:10.1084/jem.186.3.405.
- Clayton F; Kotler DP; Kuwada SK;  . (2001). „Gp120-induced Bob/GPR15 activation: a possible cause of human immunodeficiency virus enteropathy.”. Am. J. Pathol. 159 (5): 1933—9. PMC 1867054 . PMID 11696454.
- Strausberg RL; Feingold EA; Grouse LH;  . (2003). „Generation and initial analysis of more than 15,000 full-length human and mouse cDNA sequences.”. Proc. Natl. Acad. Sci. U.S.A. 99 (26): 16899—903. PMC 139241 . PMID 12477932. doi:10.1073/pnas.242603899.
- Croitoru-Lamoury J; Guillemin GJ; Boussin FD;  . (2003). „Expression of chemokines and their receptors in human and simian astrocytes: evidence for a central role of TNF alpha and IFN gamma in CXCR4 and CCR5 modulation.”. Glia. 41 (4): 354—70. PMID 12555203. doi:10.1002/glia.10181.
- Maresca M; Mahfoud R; Garmy N;  . (2003). „The virotoxin model of HIV-1 enteropathy: involvement of GPR15/Bob and galactosylceramide in the cytopathic effects induced by HIV-1 gp120 in the HT-29-D4 intestinal cell line.”. J. Biomed. Sci. 10 (1): 156—66. PMID 12566994. doi:10.1159/000068089.
- Gerhard DS; Wagner L; Feingold EA;  . (2004). „The status, quality, and expansion of the NIH full-length cDNA project: the Mammalian Gene Collection (MGC).”. Genome Res. 14 (10B): 2121—7. PMC 528928 . PMID 15489334. doi:10.1101/gr.2596504.
- Blaak H; Boers PH; Gruters RA;  . (2005). „CCR5, GPR15, and CXCR6 are major coreceptors of human immunodeficiency virus type 2 variants isolated from individuals with and without plasma viremia.”. J. Virol. 79 (3): 1686—700. PMC 544080 . PMID 15650194. doi:10.1128/JVI.79.3.1686-1700.2005.
- Cilliers T; Willey S; Sullivan WM;  . (2005). „Use of alternate coreceptors on primary cells by two HIV-1 isolates.”. Virology. 339 (1): 136—44. PMID 15992849. doi:10.1016/j.virol.2005.05.027.